# 17971 Samuelhowell
A 17971 Samuelhowell (ideiglenes jelöléssel 1999 JZ50) a Naprendszer kisbolygóövében található aszteroida. A LINEAR projekt keretében fedezték fel 1999. május 10-én.